# یوگو-نوستالژی

پرچم یوگسلاوی

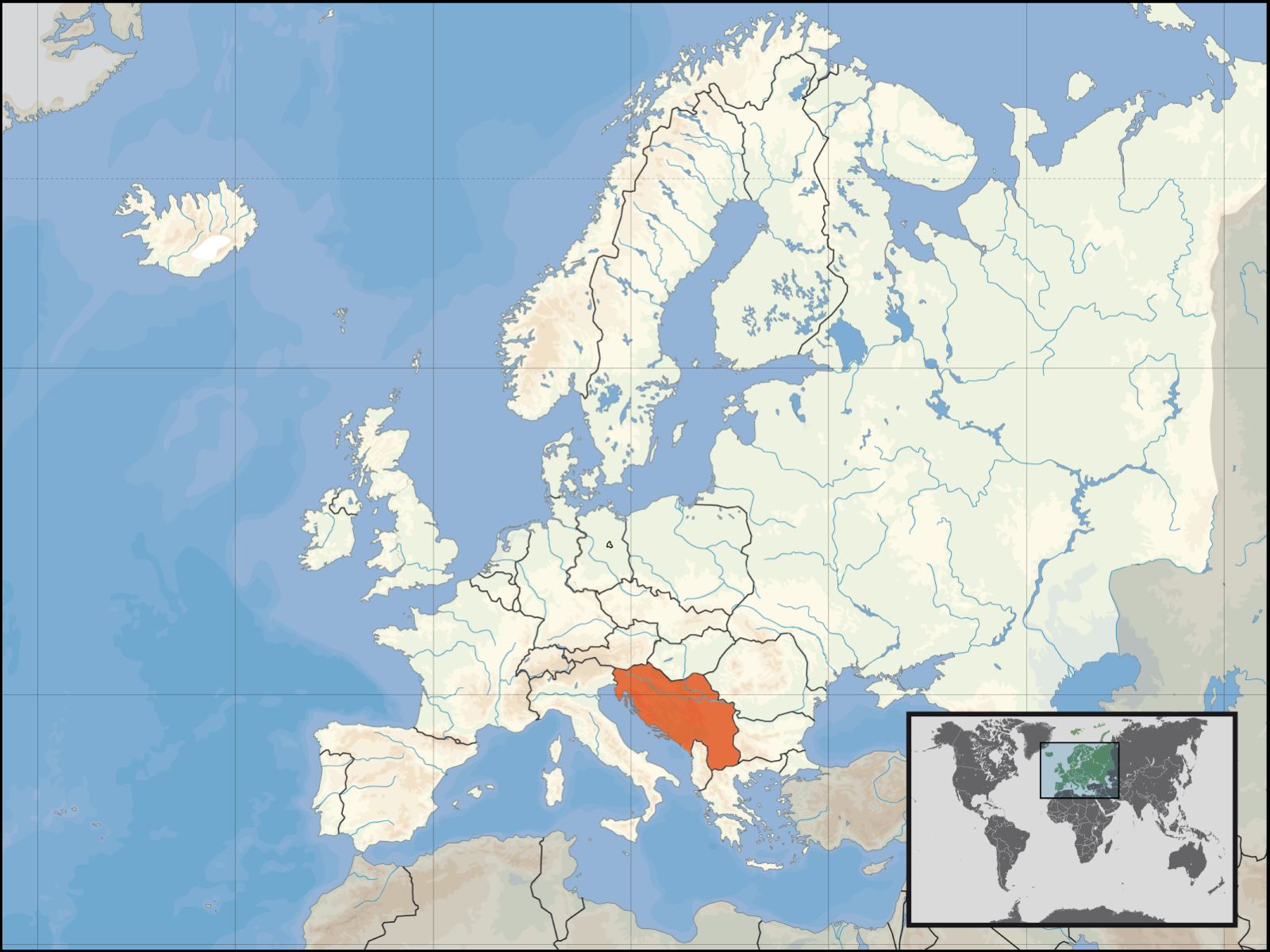
نقشهٔ یوگسلاوی سابق

یوگو-نوستالژی (به انگلیسی: Yugo-nostalgia) به یکسری از پژوهشهای روانی و فرهنگی در میان مردم کشور سابق یوگسلاوی در رابطه با رویداد فروپاشی یوگسلاوی در سال ۲۰۰۶ گفته می‌شود. این پژوهش بر روی مردم کشورهای کوچک و تازه‌تأسیس بوسنی و هرزگوین، کرواسی، مونته‌نگرو، مقدونیه شمالی، صربستان و اسلوونی انجام گشته‌است. درحالیکه مقیاس آماری دربارهٔ مسائل جامعه‌شناختی یوگسلاوی سابق و تجزیهٔ آن کشور آنچنان شناخته‌شده نیست، ولی رایج است که امروزه تنها دو دیدگاه نسبت به این رویداد در میان مردم کشور یوگسلاوی سابق وجود دارد.
- دیدگاه مثبت و حس رضایتمندی از بابت تجزیهٔ کشور
- دیدگاه منفی و حس تحقیر و رسوایی از بابت تجزیهٔ کشور

مفهوم یوگو-نوستالژی تفاوت بسزایی با یوگسلاویسم دارد. مفهوم واژهٔ یوگو-نوستالژی درواقع به شکوه و بزرگی کشور یوگسلاوی در زمان گذشته دلالت دارد و دراصل یک نظرسنجی است که دوران یوگسلاوی قدیم را در خاطرات تداعی می‌کند؛ درواقع افرادیکه دارای تفکر یوگو-نوستالژی هستند، شکوه کشور یوگسلاوی سابق را در زمینه‌های گوناگون سیاسی، نظامی، صنعتی، ورزشی و غیره به یاد می‌آورند و با رویکرد ملی‌گرایانه آرزوی اتحاد دوبارهٔ کشورهای جدیدی هستند که در گذشته هرکدام استانی از یوگسلاوی بزرگ بودند.

ولی یوگسلاویسم اندیشه‌ای است که در عمل قصد دارد استان‌های تجزیه‌شده را دوباره با هم متحد و همبسته سازد و کشور بزرگ سابق را بازیابی کند. بعبارت دیگر یوگسلاویسم در راستای بازپیوندخواهی گام برمی‌دارد.

## آمارگیری

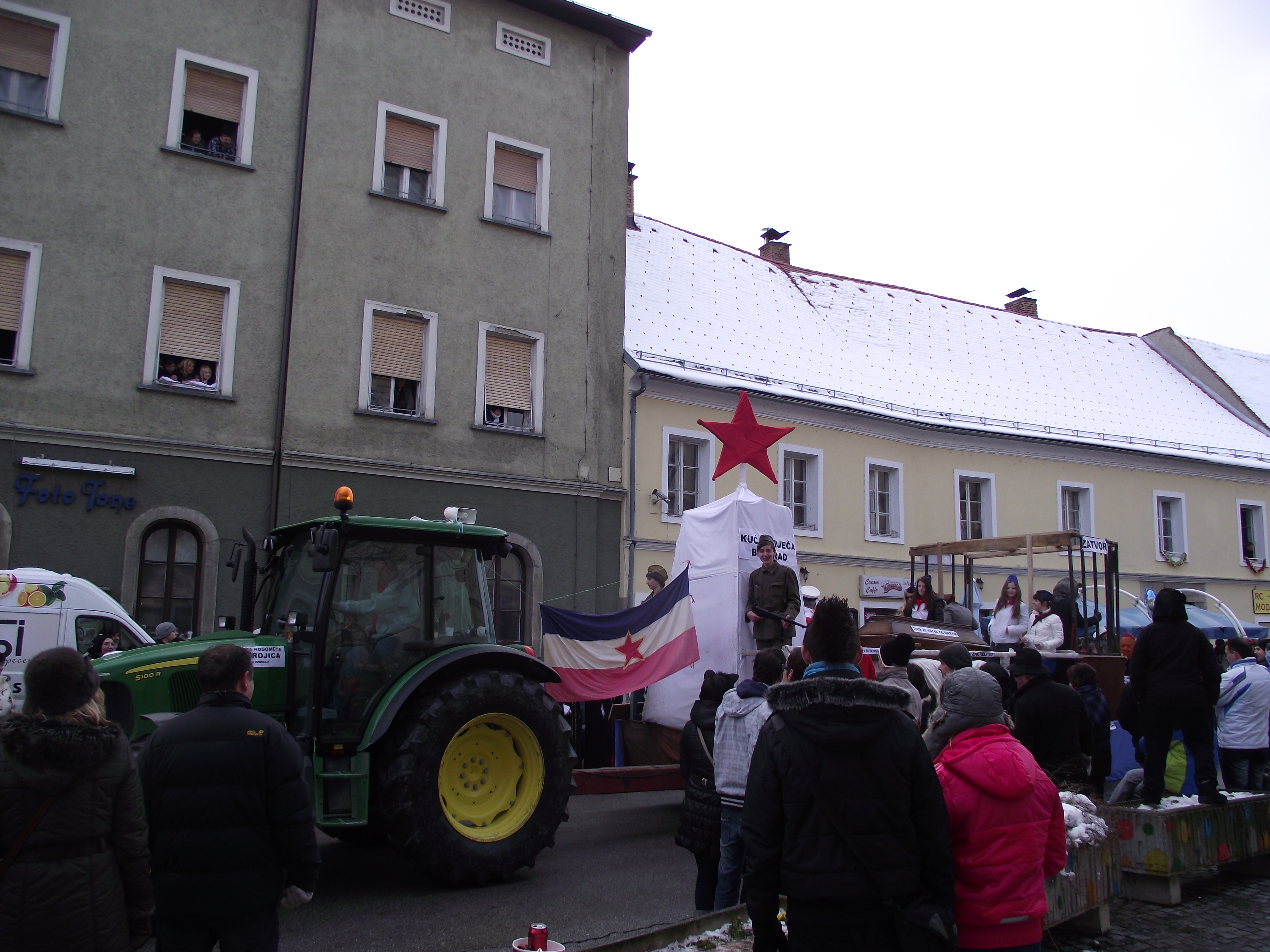
مراسمی ملی‌گرایانه در شهر پتوی اسلوونی در سال ۲۰۱۳ با پرچم یوگسلاوی برای بازپیوند

براساس آمارگیری که توسط شرکت گالوپ آمریکا درسال ۲۰۱۷ انجام گرفت، ۸۱٪ از مردم صربستان بر این باورند که تجزیهٔ یوگسلاوی به ضرر مردم بوده‌است. همچنین ۷۷٪ از مردم بوسنی و هرزگوین و ۶۵٪ از مردم مقدونیه شمالی با این دیدگاه اکثریت صربستانی موافق هستند و تجزیه را زیان‌بار می‌دانند. تنها ۴٪ از مردم صربستان بر این باورند که تجزیه به سود کشور بوده‌است؛ همچنین ۶٪ از مردم بوسنی و ۱۴٪ از مردم مقدونیه چنین دیدگاهی دارند و تجزیه را کار مناسبی می‌دانند؛ ولی در کرواسی ۵۵٪ از شرکت‌کنندگان در آمارگیری، تجزیه را مناسب و ۲۳٪ نیز تجزیه را زیان‌بار می‌دانند. در اسلونی ۴۱٪ تجزیه را برای اسلونی سودمند و ۴۵٪ از مردم، تجزیه را زیان‌بار دانستند. بالاترین میزان رأی که از تجزیه استقبال کردند و رضایت خود را به فروپاشی یوگسلاوی نشان دادند، مردم جمهوری کوزوو هستند که در آخرین آمارگیری که در سال ۲۰۰۸ میلادی در کوزوو انجام شد، ۷۵٪ از مردم از تجزیه راضی و ۱۱٪ از تجزیه ناراضی و پشیمان‌اند.

## حس مثبت و منفی به یوگو-نوستالژی

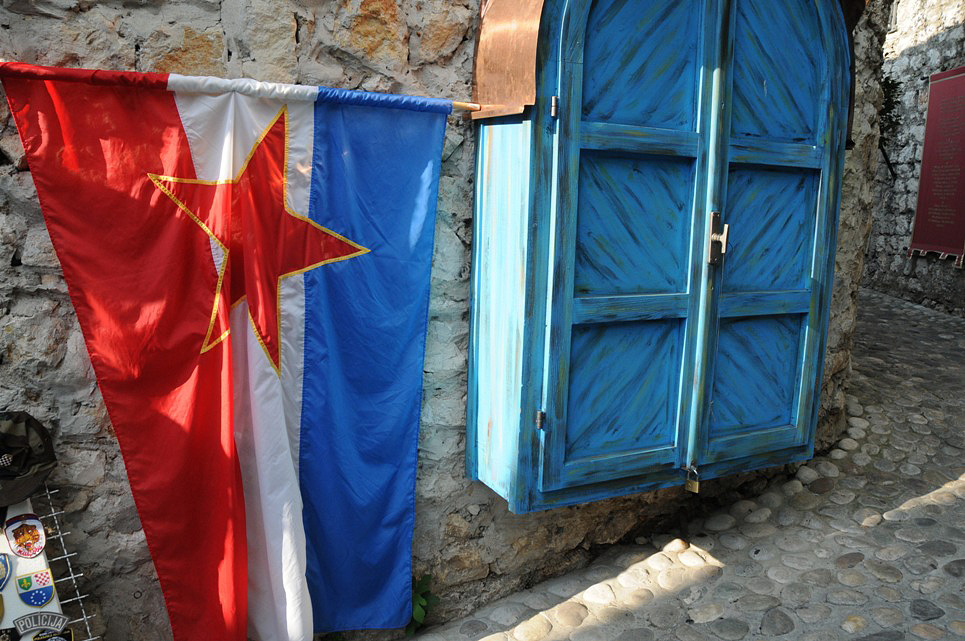
پرچم یوگسلاوی در شهر موستار بوسنی و هرزگوین در سال ۲۰۰۹ در راستای بازپیوند کشور

به‌طور کلی یوگو-نوستالژی به حس نوستالژی درمورد کشور یوگسلاوی سابق دلالت دارد. بعبارت دیگر، مردم باقی‌ماندهٔ یوگسلاوی، از امنیت و آسایش مادی و معنوی نظام مرکزی آن دوران یعنی جمهوری فدرال سوسیالیستی یوگسلاوی به نیکی یاد می‌کنند. دلیل این علاقه‌مندی به کشور سابق، با مسائلی همچون امنیت اقتصادی، یکپارچگی ملی، حس وحدت، فراملی‌گرایی، جنبش عدم تعهد، تاریخ باستانی، تنوع لباسهای محلی و سنتها و همچنین دیگر مسائل زیباکنندهٔ یک جامعه عنوان می‌کنند. این افراد، ازجمله پروفسور هولیگان، مسائلی همچون جینگوئیسم و فساد سیاسی و اقتصادی موجود در ارکان یوگسلاوی سابق و جنگهای قومی را عامل این گسستگی عنوان می‌کنند و بر این باورند که نظام حاکم بر یوگسلاوی، با فساد گسترده موجب شد تا تور ایمنی اجتماعی به‌کلی برچیده شود، سختی و مشقت اقتصادی بیشتر شود، عدل اجتماعی کاهش یابد و ثروت بین اشخاصی خاص تقسیم شود و درنتیجه نرخ جرم و جنایت افزایش یابد. این گروه همچنین بی‌کفایتی در نهادهای دولتی و مسئولین را موجب افول کشور می‌دانند. پس از فروپاشی، سکه‌هایی از جانب دولت کرواسی ضرب شد و بر روی آن سکه‌ها، عبارت یوگو-نوستالژی نوشته شده بود که مردم یوگسلاوی سابق را به اتحادی دوباره دعوت می‌کرد که همچنان در هر شش کشور ادامه دارد. این دسته از افراد آناکرونیسم و خیانت را موجب رویداد فروپاشی می‌دانند و در عین حال جنگ‌ها و کشتارهایی که در سالهای گذشته رخ داده بود را عاملی برای این گسستگی عنوان می‌کنند. در طرف مقابل، افرادی تجزیه‌طلب همانند دوبراوکا اوگرشیچ باورمندان به یوگو-نوستالژی را افرادی خائن و دشمن ملت توصیف می‌کنند.

## یوگسلاویسم پس از فروپاشی

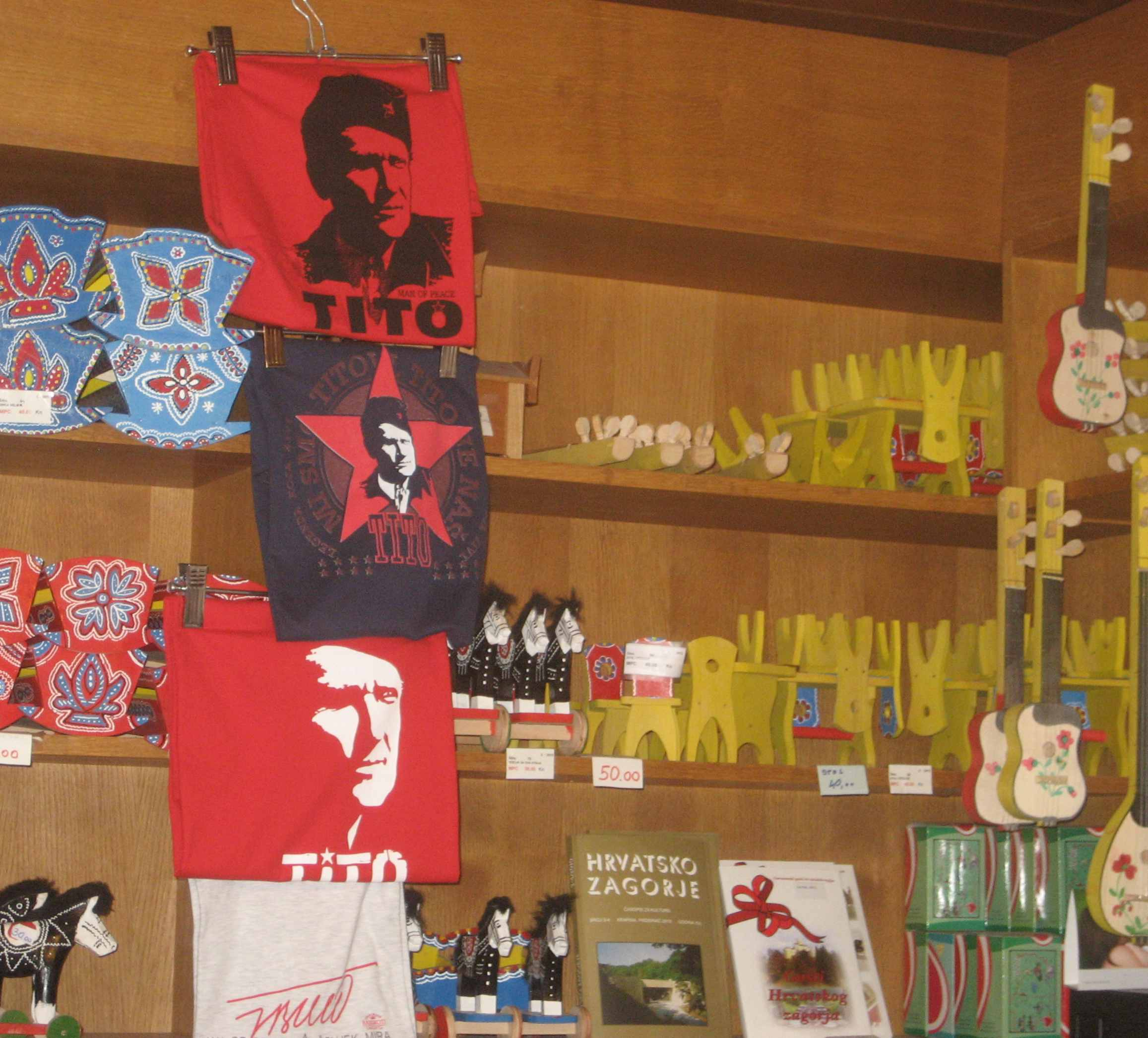
پرچمهایی با تصویر تیتو در شهر کومروویچ کرواسی

پس از فروپاشی یوگسلاوی، نگرش یوگسلاویسم به‌کلی محبوبیت خود را ازدست داد. بخشهای صربستان و مونتنگرو در بخش جنوبی، اتحادیه‌ای تشکیل دادند و بین سالهای ۱۹۹۲ تا ۲۰۰۳ میلادی، آن را با نام «جمهوری فدرال یوگسلاوی» معرفی کردند. سپس نام آن را تغییر دادند و کشور را با نام صربستان و مونته‌نگرو شناختند. دلیل بازگرداندن نام یوگسلاوی هم نگرشی برای احیای کشور یوگسلاوی درنظر گرفته شده بود؛ ولی مشکل آنجا بود که پس از فروپاشی یوگسلاوی، زبان رسمی کشور که زبان صربی‌کرواتی بود، دیگر در بین کشورهای تازه‌تأسیس به‌کار نمی‌رفت و نظام آموزشی یکپارچهٔ یوگسلاوی عملاً به شش نظام آموزشی تبدیل شده بود. حتی دامنهٔ اینترنتی دات یو که دامنهٔ وبسایتهای کشور یوگسلاوی بود محبوبیت خود را ازدست داد و از سال ۲۰۱۰ برچیده شد.

یوگو-نوستالژی نگرشی است که به بازگشت یوگسلاوی امیدوار است. از این رو جنبشهای گوناگونی برای یکپارچه کردن کشور یوگسلاوی ساخته می‌شوند. در استان خودمختار وویوودینا، مردی که دوستدار یوگسلاوی بود، به افتخار یوسیپ بروز تیتو و پادشاهی یوگسلاوی، انجمنی به‌نام یوگولند به معنای «سرزمین یوگسلاوی» را بنیان نهاد و مردم از کشورهای تازه‌تأسیس گرد هم می‌آمدند و به یاد کشور سابقشان مراسم برگزار می‌کردند.
در سال ۲۰۱۰ میلادی در شهر زاگرب کرواسی، انجمنی به نام ("Savez Jugoslavena") به معنای «اتحاد یوگوسلاوها» بنیان‌گذاری شد و تصمیم بر آن شد که کار اتحاد را از مردم کرواسی آغاز کنند و مردم بدون توجه به جنسیت، دین و ایدئولوژی، با یکدیگر متحد شوند. هدف اصلی انجمن این است تا به مردم بفهمانند که یوگسلاوی مادر کرواسی، مونتنگرو، صربستان، مقدونیه شمالی، اسلوونی و بوسنی و هرزگوین است.

سازمان دیگری که در این رابطه تأسیس شده‌است، ("Naša Jugoslavija") نام دارد که به معنای یوگسلاوی ما است. پایگاه این سازمان که در سال ۲۰۰۹ بنیان‌گذاری شده‌است، در شهر پولا قرار دارد و بعنوان یک سازمان رسمی و قانونی در کشور کرواسی فعالیت می‌کند. بیشتر اعضای این سازمان در شهرهای رییکا، زاگرب و پولا فعالیت ملی‌گرایانه می‌کنند. هدف این سازمان اتحاد دوبارهٔ استان‌های تجزیه‌شدهٔ یوگسلاوی سابق است که حتی در بوسنی و هرزگوین نیز شعبه‌ای برای فعالیت دارد. گرچه مردم بوسنی و هرزگوین به دلیل داشتن تفکر اسلامی، اتحاد دوبارهٔ یوگسلاوی را رد می‌کنند.

می‌توان به جرأت گفت که بهترین و قوی‌ترین سازمان فعال در این زمینه «کنسول اصلی SFRY» (به انگلیسی: Consulate-general of the SFRY) در مونتنگرو است که پایگاه اصلی آن در شهر تیوات جای دارد. پیش از سرشماری ملی در مونتنگرو، رهبر این سازمان مارکو پرکوویچ، از مردم مونتنگرو درخواست کرد تا در سرشماری آینده، ملیت خود را آزادانه و شجاعانه یوگوسلاو معرفی کنند.